# 韋爾斯巴尤鎮區 (阿肯色州林肯縣)
韋爾斯巴尤鎮區（英語：Wells Bayou Township）是位於美國阿肯色州林肯縣的一個行政鎮區。

## 地方資料
韋爾斯巴尤鎮區的面積為161.58平方千米，當中陸地面積為159.59平方千米，而水域面積為1.99平方千米。根據2010年美國人口普查的數據，當地共有人口437人，而人口密度為每平方千米2.7人。